# جیل ساوری
جیل ساوری (انگلیسی: Jill Savery؛ زادهٔ ۲ مه ۱۹۷۲) شناگر شنای موزون اهل ایالات متحده آمریکا بود.
وی در مسابقات کشوری و بین‌المللی در مجموع برندهٔ ۲ مدال طلا شده‌است.